# Bezrzecze (powiat Policki)
Bezrzecze is een dorp in de Poolse woiwodschap West-Pommeren. De plaats maakt deel uit van de gemeente Dobra (powiat Policki).